# Шипохвіст Макфадена
Шипохвіст Макфадена (Uromastyx macfadyeni) — найменший представник роду Шипохвостів з родини Агамових.

## Опис
Загальна довжина сягає 22 см. Луска на голові, тулубі і кінцівках невеликі та гладенькі, тільки стегна й гомілки з верхньої сторони мають горбкувату конічну луску. На передньому краї зовнішнього слухового отвору є збільшена зубчаста луска. На нижній стороні стегон є 11-16 стегнових пір з кожного боку. Хвіст дещо сплощений, зверху вкрито 22-23 поперечними рядками луски з шипами.
Забарвлення тім'я, хвоста та кінцівок бежево-жовте. Верхня частина шиї, спина і боки вкриті красивим малюнком з поперечних смуг, які складаються з блакитних округлих плям з чорною облямівкою, перемежованих рядками саме таких, але жовтих плям. Нижня щелепа, щоки й горло синього кольору. Під час парування у самців синій колір може поширюватися на всю голову, груди і передні кінцівки. Черево жовтувато-біле з темними цяточками. Дитинчата сірувато-коричневі, на спині й з боків з поперечними рядками темних та світлих смуг.

## Спосіб життя
Полюбляє напівпустелі та пустелі. Харчується листям та квітками рослин.
Це яйцекладна ящірка. Сезон парування починається у березні. Самиця відкладає до 12 яєць.

## Розповсюдження
Мешкає на невеликій ділянці узбережжя Аденської затоки на півночі Сомалі.